# Antonio Rinaldi (chef opérateur)
Pour les articles homonymes, voir Antonio Rinaldi.
Antonio Rinaldi est un chef opérateur et un cadreur italien. Il a travaillé exclusivement pour le réalisateur Mario Bava sur plusieurs films.

## Filmographie

### Chef opérateur
- 1965 : La Planète des vampires (Terrore nello spazio) de Mario Bava
- 1966 : Duel au couteau (I coltelli del vendicatore)  de Mario Bava
- 1966 : Opération peur (Operazione paura)  de Mario Bava
- 1966 : L'Espion qui venait du surgelé (Le spie vengono dal semifreddo)  de Mario Bava
- 1968 : Danger : Diabolik ! (Diabolik)  de Mario Bava
- 1970 : L'Île de l'épouvante (Cinque bambole per la luna d'agosto)  de Mario Bava
- 1970 : Roy Colt et Winchester Jack (Roy Colt e Winchester Jack)  de Mario Bava
- 1971 : La Baie sanglante (Reazione a catena) de Mario Bava
- 1972 : Baron vampire (Gli orrori del castello di Norimberga) de Mario Bava